# Эби, Поль
Поль Эби (фр. Paul Aeby; 10 сентября 1910 — дата смерти неизвестна) — швейцарский футболист, играл на позиции нападающего. Участник чемпионата мира 1938 года. Старший брат знаменитого швейцарского футболиста Жоржа Эби.

## Биография

### Клубная карьера
Всю свою карьеру Эби играл в Швейцарии за «Янг Бойз», «Гренхен» и «Берн». В составе «Гренхена» Эби три раза становился серебряным призёром Национальной лиги A в 1939, 1940 и 1942 годах и это достижение является одним из лучших периодов в истории клуба. Завершил карьеру в «Гренхене» в 1948 году.

### Карьера в сборной
Дебютировал за сборную Швейцарии 5 апреля 1936 года в товарищеском матче со сборной Италии — Швейцария проиграла встречу 1:2.
Был включён в заявку сборной Швейцарии на чемпионат мира 1938 года, но на поле не выходил. Всего за сборную Швейцарии сыграл 20 матчей и забил 4 гола.